# Toppy Veículos
Toppy Veículos Esportes Ltda. war ein brasilianischer Hersteller von Automobilen.

## Unternehmensgeschichte
Das Unternehmen hatte seinen Sitz zunächst in Rio de Janeiro. Ab den 1980er Jahren entstanden Automobile und Kit Cars. Der Markenname lautete Toppy. Ende der 1980er Jahre zog das Unternehmen nach Recife. Etwa zehn Jahre später endete die Produktion.

## Fahrzeuge
Im Angebot standen ausschließlich VW-Buggies. Die offene Karosserie bot Platz für vier Personen. Hinter den Sitzen war eine Überrollvorrichtung. Ein luftgekühlter Vierzylinder-Boxermotor im Heck trieb die Fahrzeuge an.
Anfangs befanden sich runde Scheinwerfer freistehend an der Fahrzeugfront. Später waren eckige Scheinwerfer in die Front integriert. Eine späte Ausführung hatte einen falschen Kühlergrill.